# Эта Дракона
Эта Дракона (η Дракона, Eta Draconis, η Draconis, сокращ. eta Dra, η Dra) — звезда в циркумполярном созвездии Дракона. Звезда имеет видимую звёздную величину +2,73m, и, согласно шкале Бортля, видна невооружённым глазом даже на внутригородском небе (англ. Inner-city sky).
Из измерений параллакса, полученных во время миссии Hipparcos, известно, что звезда удалена примерно на 92,1 св. лет (28,23 пк) от Земли. Звезда наблюдается севернее 29° ю. ш., то есть видна практически на всей территории обитаемой Земли, за исключением приполярных областей Антарктиды, а также южных областей Чили, Аргентины и Австралии. С Эта Дракона связан метеорный поток Эта-Дракониды, чей радиант находится рядом со звездой. Метеоритный дождь обычно проходит с 22 марта по 8 апреля с пиком 29/31 марта.

## Имя звезды
Эта Дракона — (латинизированный вариант лат. Eta Draconis) является обозначением Байера, данное им звезде в 1603 году.
У звезды также есть обозначение, данное Флемстидом — 14 Дракона, лат. 14 Draconis. Обозначения двух компонентов как Эта Дракона A и B вытекают из конвенции, используемой Вашингтонским каталогом визуально-двойных звёзд (WDS) для звёздных систем, и принятого Международным астрономическим союзом (МАС).
Эта Дракона, вместе с Дзета Дракона, носит традиционное арабское имя араб. الذئبين‎ al-dhi, bayn, Athebyne, лат. Duo Lupi, то есть «два волка/две гиены» — Альдибаин, которые поджидают верблюжонка: маленькую звезду Аль Рубу, окружённую верблюдицами.
В 2016 году Международный астрономический союз организовал Рабочую группу при МАС по звёздным именам (WGSN) для каталогизации и стандартизации имён собственных звёзд. WGSN утвердил название Альдибаин («Athebyne») для этой звезды и Альдибах («Aldhibah», «волк/гиена») для Дзета Дракона 5 сентября 2017 года, и теперь оно включено в Список утверждённых МАС звёздных имён.
В китайской астрономии звезда относится к созвездию (紫微垣 Zǐ wēi yuán) (Sān Qí) «Пурпурная запретная ограда» и входит в астеризм, состоящий из Йота Дракона, Тета Дракона, Эта Дракона, Ипсилон Дракона, 73 Дракона, Гамма Цефея, 23 Кассиопеи. Следовательно, сама Эта Дракона, известна как — 紫微左垣三 (Zǐ Wēi Zuǒ Yuán sān — «Третья Звезда Левой Стены Пурпурной запретной ограды» англ. the Third Star of Left Wall of Purple Forbidden Enclosure.

## Свойства двойной системы
Эта Дракона — двойная система, имеющая слабый спутник, который довольно труден для разрешения маленьким телескопом. Спутник звезды — карлик 9-й величины (примерно 8,8m), находящийся на угловом расстоянии в 5,2 ", что соответствует расстоянию, по крайней мере, 140 а.е. и периоду, по крайней мере, 1000 лет (для сравнения радиус орбиты Плутона равен ~40 а.е. и период обращения равен ~250 лет). Если мы будем смотреть со стороны Эта Дракона A на Эта Дракона B, то мы увидим красноватую звёздочку, которая светит с яркостью девяти лун в полнолунии. Возраст системы Эта Дракона 550 млн. лет.

### Компонент A
Эта Дракона A — это гигант спектрального класса G8III, что указывает на то, что это «умирающая» гигантская звезда, которая исчерпала запас водорода в своём ядре. Звезда излучает энергию со своей внешней атмосферы при эффективной температуре около 5055 К, что придаёт ей характерный жёлтый цвет звезды-гиганта спектрального класса G и делает её источником инфракрасного излучения. Её яркость больше солнечной светимости, но не так уж велика для гиганта и равна 60 {\displaystyle L_{\bigodot }}. Из температуры и светимости можно узнать, что её радиус равен 11 {\displaystyle R_{\bigodot }}, а масса весьма незначительна: 2,55 {\displaystyle M_{\bigodot }}. Радиус можно оценить и напрямую из углового диаметра звезды, который равен 0,0038 ".
Эта Дракона A является одной из звёзд красного сгущения, то есть она одна из многих звёзд на диаграмме Герцшпрунга-Расселла, которые концентрируются в подобной зоне температуры и яркости и которые превращают свой гелий, накопившийся в ядре в углерод и кислород. Как и многие подобные звёзды, Эта Дракона A слабо излучает рентгеновские лучи, которые выходят на поверхность окружающей оболочки из очень горячего газа, связанного с магнитным полем.
Звезда имеет поверхностную гравитацию 2,82 СГС или 6,6 м/с2, то есть на два порядка меньше, чем на Солнце (274,0 м/с2), что объясняется небольшой массой при довольно большом для такой массы радиусе. Звезды, имеющие планеты, имеют тенденцию иметь большую металличность по сравнению с Солнцем, но Эта Дракона A имеет на 10 % меньшее значение металличности: содержание железа в ней относительно водорода составляет 91 % от солнечного. Вращаясь с экваториальной скоростью 8,0 км/с (то есть со скоростью в несколько раз больше солнечной), Эта Дракона A требуется порядка 71,5 дней, чтобы совершить полный оборот. Для того чтобы планета, аналогичная нашей Земле, получала примерно столько же энергии, сколько она получает от Солнца, её надо было бы поместить на расстоянии 7,74 а.е., то есть примерно на полпути между Юпитером и Сатурном. Причём с такого расстояния, Эта Дракона A выглядела бы на 50 % больше нашего Солнца, каким мы его видим с Земли — 0,76° (угловой диаметр нашего Солнца — 0,5°).
Видимая звёздная величина Эта Дракона A колеблется между величинами 2,70m и 2,74m с неизвестным периодом. Тип переменной также не определён.

### Компонент B
Эта Дракона B — карлик спектрального класса K1V, который во много раз меньше, чем Эта Дракона A. Он также является переменной звездой, тип которой также не определён.

## История изучения двойственности звезды
Открывателем двойственности Эта Дракона считается О. В. Струве, который разрешил звёзды, но их взаимного движения, конечно, не обнаружил. Сама звезда вошла в каталоги под именем STT 312. Для того чтобы обнаружить взаимное движение потребовалось более 100 лет. Согласно Вашингтонскому каталогу визуально-двойных звёзд, параметры этих компонентов приведены в таблице:
| Компонент | Год  | Количество измерений | Позиционный угол | Угловое расстояние | Видимая звёздная величина 1 компонента | Видимая звёздная величина 2 компонента |
| AB        | 1843 | 58                   | 142°             | 4.7                | 2.8m                                   | 8.2m                                   |
| AB        | 1974 | 58                   | —                | 5.2                | 2.8m                                   | 8.2m                                   |
| AB-C      | 1923 | 1                    | 241°             | 564.9              | —                                      | 7.8m                                   |

Обобщая все сведения о звезде, можно сказать, что звезды есть спутник на расстоянии 5,2 " — Эта Дракона B. Также измерения показывают, что звёзды имеют общее собственное движение, то есть звёзды не просто находятся на линии прямой видимости, но связаны друг с другом гравитационно. Насчёт второго спутника AB-C лежащего на расстоянии 564,9 ", можно сказать, что это был, скорее всего, артефакт наблюдения.
Само движение Эта Дракона, тем не менее, показывает, что звезда движется с довольно большой скоростью относительно Солнца: её радиальная гелиоцентрическая скорость — −14 км/с, что составляет 140 % от скорости, местных звёзд Галактического диска, а также это значит, что звезда приближается к Солнцу.